# Mørkøv
Mørkøv is een plaats in de Deense regio Seeland, gemeente Holbæk, en telt 1780 inwoners (2008).